# Élections cantonales valaisannes de 2009
 (octobre 2021).
Si vous disposez d'ouvrages ou d'articles de référence ou si vous connaissez des sites web de qualité traitant du thème abordé ici, merci de compléter l'article en donnant les références utiles à sa vérifiabilité et en les liant à la section « Notes et références ».
Les élections cantonales valaisannes se sont déroulées les 1er mars 2009 et 15 mars 2009 afin de renouveler le Grand Conseil et le Conseil d'État du canton du Valais.
La participation au scrutin a atteint le pourcentage de 54,57 %. Le Parti démocrate-chrétien conserve la majorité absolue au Grand Conseil, malgré un recul de 5 sièges, et au Conseil d'État, en maintenant ses 3 élus. Le PLR, issu de la fusion du Parti radical-démocratique et du Parti libéral poursuit sa régression et s'établit à 28 sièges. Le Parti socialiste et ses partenaires de l'Alliance de Gauche (AdG) gagnent un élu supplémentaire et parviennent à faire élire la première femme au Conseil d'État. L'Union démocratique du centre double sa représentation, passant de 6 à 12 sièges.

## Grand Conseil
Le parlement du canton du Valais, appelé Grand Conseil, est doté d'une seul chambre, renouvelée intégralement tous les quatre ans au scrutin direct.
Le Grand Conseil est composé de 130 sièges pourvus dans des circonscriptions correspondantes aux 14 districts du Canton. Aux 130 députés qui siègent, il faut ajouter 130 députés-suppléants, élus sur des listes séparées et dont la tâche est de remplacer les députés lorsque ceux-ci ne peuvent assister aux séances du Grand Conseil, ou des commissions, à l'exception notables des trois commissions dite de "Haute surveillance", Commission de Gestion, Commission des Finances et Commission de Justice.

### Mode d'élection
Les 130 sièges sont pourvus au scrutin proportionnel. Chaque district forme une circonscription électorale. Le scrutin pour les députés et pour les députés-suppléants se déroule de la même manière.
Les listes sont dites ouvertes et les électeurs ont ainsi la possibilité de les modifier en rayant ou ajoutant des noms, d'effectuer un panachage à partir de candidats de listes différentes ou même de composer eux-mêmes leurs listes sur un bulletin vierge. Après décompte des résultats, les sièges sont répartis selon la méthode du quotient d'Hagenbach-Bischoff puis celle de la plus forte moyenne. Pour entrer dans la répartition des sièges, une liste doit dépasser le seuil électoral fixé à 8%. Les apparentements de liste ne sont pas autorisés par la loi.
Le dépôt des listes a lieu jusqu'au 30 janvier, les numéros de listes sont attribués, par districts, selon l'ordre de dépôt des listes auprès du préfet.

### Répartition

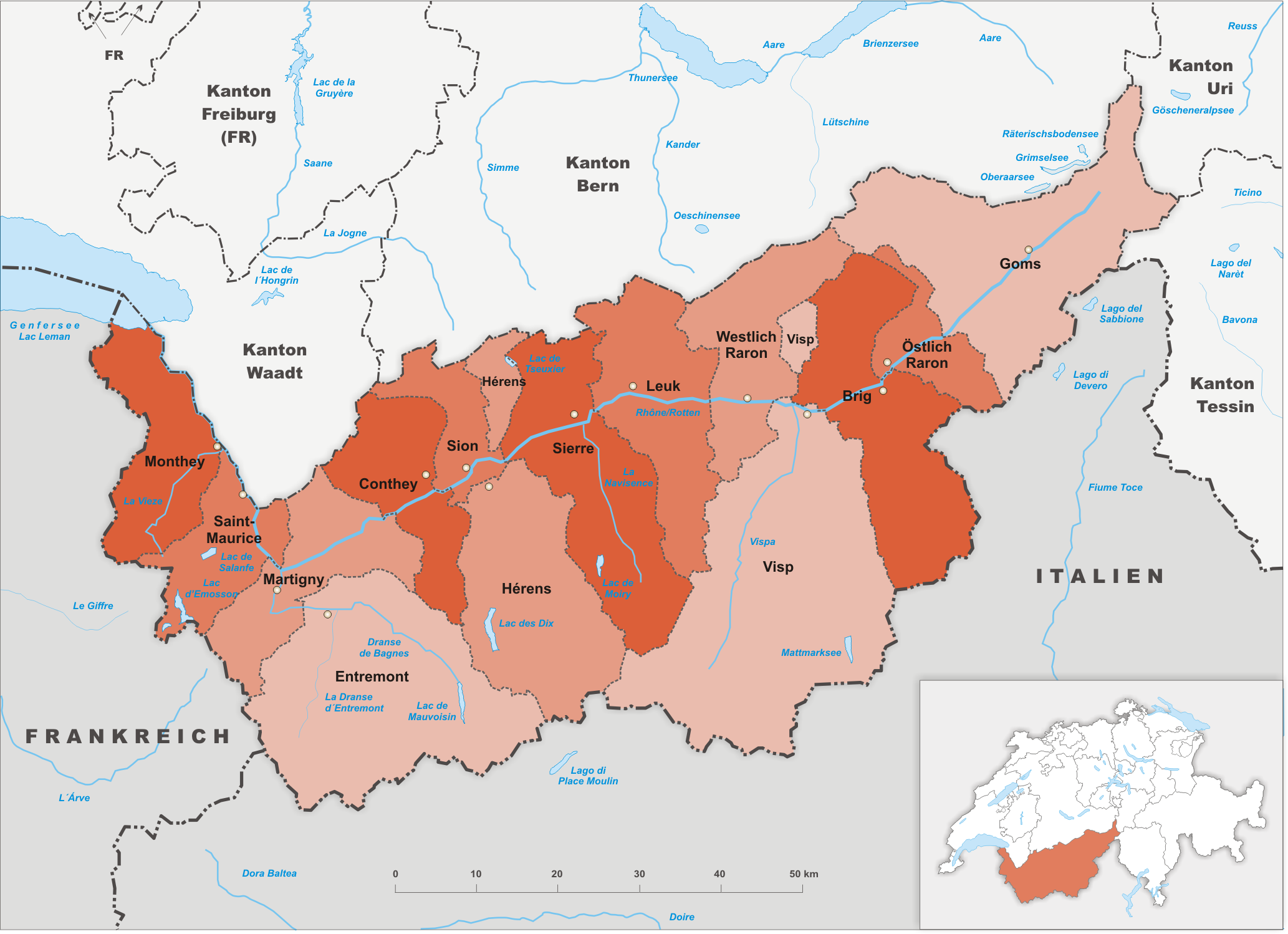
Le canton du Valais et ses districts.

Les sièges sont répartis par rapport à la population vivant dans les différents districts :
| District           | Sièges | Evolution 2005-2009 |
| Conches            | 2      |                     |
| Rarogne-oriental   | 2      |                     |
| Brigue             | 12     |                     |
| Viège              | 13     |                     |
| Rarogne-occidental | 4      |                     |
| Loèche             | 6      |                     |
| Sierre             | 18     |                     |
| Hérens             | 5      |                     |
| Sion               | 17     |                     |
| Conthey            | 10     |                     |
| Martigny           | 15     |                     |
| Entremont          | 6      |                     |
| St-Maurice         | 5      |                     |
| Monthey            | 15     |                     |
| Total              | 130    |                     |

### Résultats
L'élection a donné les résultats suivants,  :

#### Sièges par partis

Répartition des sièges

| Parti | Parti                                                                                          | Sigle | Groupe                                          | Tendance politique                                                  | Sièges  |
| ----- | ---------------------------------------------------------------------------------------------- | ----- | ----------------------------------------------- | ------------------------------------------------------------------- | ------- |
|       | Parti démocrate-chrétien                                                                       | PDC   | - PDCB (16) - PDCC (22) - CVPO (16) - CSPO (14) | démocrate chrétien/centre droit/conservateur                        | 68 (-5) |
|       | Parti libéral-radical                                                                          | PLR   | LR                                              | libéral/radical                                                     | 28 (-2) |
|       | Union démocratique du centre                                                                   | UDC   | UDC                                             | conservateur/libéral/souverainiste                                  | 12 (+6) |
|       | Parti socialiste et Alliance de Gauche - dont 13 PSVR - dont 4 SPO - dont 3 PCS - dont 2 Verts | ADG   | ADG                                             | social-démocrate/christianisme social(PCS)/centre gauche/écologiste | 22 (+1) |

#### Répartition des sièges par district
| Canton             | Total | PDCVR | PDCVR | CVPO | CVPO | CSPO | CSPO | PLR | PLR | UDC | UDC | PS et AdG | PS et AdG | SPO | SPO |
| ------------------ | ----- | ----- | ----- | ---- | ---- | ---- | ---- | --- | --- | --- | --- | --------- | --------- | --- | --- |
| Conches            | 2     |       |       | 1    |      | 1    |      |     |     |     |     |           |           |     |     |
| Rarogne-oriental   | 2     |       |       | 1    |      | 1    |      |     |     |     |     |           |           |     |     |
| Brigue             | 12    |       |       | 4    | -1   | 3    |      |     | -1  | 3   | +2  |           |           | 2   |     |
| Viège              | 13    |       |       | 5    | -1   | 5    |      |     | -1  | 2   | +2  |           |           | 1   |     |
| Rarogne-occidental | 4     |       |       | 2    |      | 2    |      |     |     |     |     |           |           |     |     |
| Loèche             | 6     |       |       | 3    | +1   | 2    | -1   |     |     |     |     |           |           | 1   |     |
| Sierre             | 18    | 7     |       |      |      |      |      | 5   |     | 2   |     | 4         |           |     |     |
| Hérens             | 5     | 3     |       |      |      |      |      | 1   |     |     |     | 1         |           |     |     |
| Sion               | 17    | 7     | -1    |      |      |      |      | 3   | -1  | 2   | +1  | 5         | +1        |     |     |
| Conthey            | 10    | 5     |       |      |      |      |      | 4   |     |     |     | 1         |           |     |     |
| Martigny           | 15    | 4     | −1    |      |      |      |      | 6   |     | 1   |     | 3         |           |     |     |
| Entremont          | 6     | 5     | +1    |      |      |      |      | 2   |     |     |     |           |           |     |     |
| St-Maurice         | 5     | 2     | -1    |      |      |      |      | 2   | +1  |     |     | 1         |           |     |     |
| Monthey            | 15    | 5     | -1    |      |      |      |      | 5   |     | 2   | +1  | 3         |           |     |     |
| Valais             | 130   | 38    | -4    | 16   | -4   | 14   | -1   | 28  | -2  | 12  | +6  | 18        | +1        | 4   | ±0  |

## Conseil d'État
Le gouvernement du canton du Valais, appelé Conseil d'État, est composé de cinq membres, renouvelés intégralement tous les quatre ans au scrutin direct.

### Mode d'élection
Les cinq sièges sont pourvus au scrutin majoritaire. Le canton forme une circonscription électorale unique.
La constitution garantit un conseiller d'État par région constitutionnelle (Haut-Valais / Valais Central / Bas-Valais). Les deux autres peuvent venir de n'importe quelle région du canton. Une règle prévoit également qu'il ne peut y avoir plus d'un conseiller d'État issu du même district.
Les listes sont dites ouvertes et les électeurs ont ainsi la possibilité de les modifier en rayant ou ajoutant des noms, d'effectuer un panachage à partir de candidats de listes différentes ou même de composer eux-mêmes leurs listes sur un bulletin vierge. Toutefois il n'est pas possible de voter pour une personne qui ne figure pas sur une des listes déposées.
Le dépôt des listes a lieu jusqu'au 30 janvier, aucun numéro ne leur est attribué et elle n'ont pas nécessairement de nom en en-tête.
Pour être élu, un candidat doit recueillir la majorité absolue des voix au premier tour. Lorsque tous les sièges n'ont pas pu être pourvu au premier tour, un deuxième tour est organisé le deuxième dimanche qui suit le premier tour. Tous les candidats ayant obtenu un nombre de voix supérieur ou égal à huit pour cent du nombre total des votants peuvent se représenter. De même, une liste ayant obtenu un nombre de voix supérieur ou égal à huit pour cent du nombre total des votants peut présenter un ou plusieurs nouveaux candidats ou remplacer un ou plusieurs candidats. Les candidatures sur une liste au deuxième tour ne peuvent pas être plus nombreuses que le nombre de sièges qu'il reste à pourvoir.

### Campagne
Neuf candidats se présentent à l’élection du Conseil d'État. Deux des cinq sortants se représentent pour une réélection.
Du côté des trois partis composant le Conseil d'État sortant la situation est la suivante :
Le Parti démocrate-chrétien présente 3 candidats, le sortant Jean-Michel Cina et deux nouveaux candidats, MM. Maurice Tornay et Jacques Melly. Le Parti Libéral-Radical présente la candidature du sortant, Claude Roch. Enfin, du côté de la gauche, afin de remplacer le socialiste Thomas Burgener, c'est un ticket 100% féminin, avec la socialiste Esther Waeber-Kalbermatten et l'écologiste Marylène Volpi Fournier.
Trois autres listes sont déposées pour tenter de conquérir un siège au Gouvernement :
L'Union démocratique du Centre présente le Haut-valaisan Franz Ruppen. Le Parti Chrétien Social du Haut-Valais (CSPO) présente la candidature de Graziella Walker Salzmann. Enfin, une liste indépendante est déposée par Eric Felley.
À l'issue  du premier tour des élections, aucun candidat n'obtient la majorité absolue et donc c'est logiquement qu'une second tour est prévu pour le 15 mars. Cependant à l'échéance du dépôt des listes de candidature pour le deuxième tour, seule restent les candidatures de Mme Esther Waeber-Kalbermatten et MM. Jean-Michel Cina, Maurice Tornay, Jacques Melly et Claude Roch. Ainsi les 5 conseillers d’État sont donc élus tacitement.
Les candidats sont les suivants :
| Nom et Prénom              | Nom de liste                   |
| -------------------------- | ------------------------------ |
| Jean-Michel Cina*          | Les partis C (CVPO)            |
| Maurice Tornay             | Les partis C (PDCVR)           |
| Jacques Melly              | Les partis C (PDCVR)           |
| Esther Waeber-Kalbermatten | Alliance de Gauche (PS)        |
| Marylène Volpi Fournier    | Alliance de Gauche (Les Verts) |
| Claude Roch*               | PLR.Les Libéraux-Radicaux      |
| Franz Ruppen               | Union Démocratique du Centre   |
| Graziella Walker Salzmann  | CSPO                           |
| Eric Fellay                | -                              |

### Premier tour
| Candidats          | Candidats                  | Liste                 | Suffrages |
| ------------------ | -------------------------- | --------------------- | --------- |
|                    | Jean-Michel Cina*          | Les partis C (CVPO)   | 40 016    |
|                    | Maurice Tornay             | Les partis C (PDCVR)  | 32 528    |
|                    | Jacques Melly              | Les partis C (PDCVR)  | 32 084    |
|                    | Claude Roch*               | Parti Libéral Radical | 29 265    |
|                    | Esther Waeber-Kalbermatten | Alliance de Gauche    | 26 438    |
|                    | Franz Ruppen               | UDC                   | 18 753    |
|                    | Marylène Volpi Fournier    | Alliance de Gauche    | 16 006    |
|                    | Graziella Walker Salzmann  | CSPO                  | 14 849    |
|                    | Eric Felley                | -                     | 8 545     |
| Bulletins blancs   | Bulletins blancs           | Bulletins blancs      | 1 658     |
| Bulletins nuls     | Bulletins nuls             | Bulletins nuls        | 6 197     |
| Bulletins valables | Bulletins valables         | Bulletins valables    | 99 131    |
| Majorité absolue   | Majorité absolue           | Majorité absolue      | 49 566    |